# Jacques-Olivier Travers
Jacques-Olivier Travers, né le 19 novembre 1972,, est un fauconnier français, connu pour ses rapaces à caméra embarquée et pour son action pour la réintroduction des espèces sauvages captives dans la nature.

## Biographie
Passionné des oiseaux depuis son enfance, il devient fauconnier professionnel à 14 ans ; à 22 ans Jacques-Olivier devient le plus jeune titulaire à présenter des rapaces en public.
En 1996, journaliste de formation, c'est à l'âge de 24 ans qu'il créé le parc animalier Les Aigles du Léman à Sciez en Haute-Savoie. En 2020, deux sites existent : le parc d’hiver situé à Morzine et le parc d’été à Sciez sur Léman : près de 300 oiseaux dont 250 rapaces, de plus de 80 espèces vivent dans ces espaces.
En 2007, il crée un programme pour la réintroduction des pygargues à queue blanche dans la nature, avec Ronald Menzel, FREEDOM, grâce à des méthodes créatives. Il est le fondateur en 2008 de l'association « Les ailes de la liberté ».
À partir de 2019, le programme FREEDOM s'étend et devient EAGLE WINGS. 15 ans après le début de ce projet et 130 ans après son éradication, un premier couple de pygargues a été installé le 7 juillet 2021 dans le parc,.
Le 29 septembre 2014, il fait s'envoler Victor, un pygargue, depuis le dernier étage de la Tour Eiffel jusqu'aux jardins du Trocadéro à Paris.
En 2015, Jacques-Olivier Travers élance un aigle depuis le sommet Burj Khalifa à Dubai, équipé avec une caméra GoPro.

### Liens connexes
- Protection des oiseaux
- Fauconnerie